# Luís Hernâni Dias Amado
Luís Ernâni Dias Amado GOL (São Paulo, Lisboa, 19 de janeiro de 1901 — Lisboa, 22 de janeiro de 1981) foi um professor, escritor, jornalista, político e maçon português.

## Biografia
Nasceu a 19 de janeiro de 1901, na freguesia de São Paulo, em Lisboa, mas apenas foi batizado nessa freguesia a 25 de junho de 1909, como filho de pai incógnito e de Capitolina Monteiro, doméstica, natural de Montemor-o-Velho (freguesia de Verride). Os padrinhos de batismo foram António Dias Amado, irmão de Luís Dias Amado (pai do batizado), e Adele da Conceição Valente Pereira Dias Amado. O pai, Luís Dias Amado, apenas figura num registo oficial no momento do segundo casamento de Luís Dias Amado, em 1937, sendo identificado como Luís Dias Amado, natural de Portimão e já falecido à data de 1937.
A 18 de dezembro de 1924, casou primeira vez civilmente, em Lisboa, com Irene Dionísio Barata Dias (Manaus, Brasil, c. 1900 — 21 de maio de 1936), doméstica, filha do comerciante João Barata Dias, natural de Oleiros (freguesia de Madeirã), e de Maria Alexandrina Dionísio Dias, doméstica, natural de Carregal do Sal (freguesia de Currelos).
Licenciado (1924) e Doutorado (1942) em Medicina e Cirurgia pela Faculdade de Medicina da Universidade de Lisboa, Dias Amado exerceu funções docentes nesta instituição como Assistente da Cadeira de Histologia desde 1924, até 1947, data em que foi afastado da vida académica por motivos políticos, pelo Governo do Estado Novo, através da Resolução do Conselho de Ministros de 14 de junho de 1947 proferida ao abrigo do Decreto-Lei N.º 25 317, de 13 de maio de 1935. Dias Amado foi igualmente Assistente de Análises Clínicas dos Hospitais Civis de Lisboa, em cujo Concurso se classificou em primeiro lugar, em 1943.
A 24 de julho de 1937, casou segunda vez civilmente, em Lisboa, com Açucena Ribeiro Xavier (Anjos, Lisboa, c. 1914), filha do barbeiro Francisco Ribeiro, natural de Ferreira do Zêzere, e de Carlota Xavier, natural de Lisboa (freguesia de Santa Engrácia). Por sentença transitada em julgado a 13 de dezembro de 1940, foi decretado o divórcio definitivo entre os dois.
Pertenceu à Sociedade Portuguesa de Anatomia, à Sociedade Portuguesa de Ciências Naturais, à Sociedade Portuguesa de Biologia e à Universidade Popular Portuguesa, e cooperou no Congresso dos Anatomistas (Association des Anatomistes) em 1933, e no Congresso de Anatomia, reunido em Lisboa, em 1941.
A 28 de junho de 1941, casou terceira vez civilmente, em Lisboa, com Maria da Ressurreição Rodrigues dos Santos (Santa Luzia, Funchal, c. 1911 — São Sebastião da Pedreira, Lisboa, 16 de outubro de 1960), doméstica, filha de Luís Portugal Rodrigues dos Santos e de Fé Correia Rodrigues dos Santos, ambos também naturais do Funchal (freguesia de Santa Luzia). Foi padrinho de casamento Rodolfo Xavier da Silva.
Publicou, entre outros, os seguintes trabalhos:
- Contribuïção para o estudo das células de Nicolas[5]
- Sur l'existence de cellules argentaffines dans le tissu conjonctiv des villosités intestinales[5]
- Sur la signification des cellules de Nicolas[5]
- Un processus de régénération de l'epithelium intestinal[5]
- L'élimination du rouge neutre par l'estomac[5]
- Micoses do aparelho respiratório[5]
- Exame Laboratorial das discrasias sangüíneas[5]
- Argentofilia e Argentafinidade[5]
- Étude du noyau des cellules argentoffiles de l'intestin du Cobaye, et ses relations avec ceux des autres cellules de l'epithelium intestinel[5]
- L'injection souscutanée d'hydroquinone (étude citologique)[5]
- Complexos neuro-epiteliais e neuro-epitelióides (Tese de Doutoramento em 1942)[5]

Colaborou em "O Diabo", "Globo" e "Técnica".
Foi colaborador da Grande Enciclopédia Portuguesa e Brasileira.
Dias Amado destacou-se na atividade de oposição ao Estado Novo, tendo sido um dos fundadores da União Socialista, do Movimento de Unidade Nacional Antifascista (MUNAF) e do Movimento de Unidade Democrática. Participou nas campanhas eleitorais da oposição para a Presidência da República de 1949, 1951 e 1958 (Cunha Leal e, depois da desistência deste, Humberto Delgado) e para a Assembleia Nacional, em 1961, sendo detido pela PIDE nesta ocasião e depois novamente em 1964, julgado por atividades contra a «segurança do Estado».
Entre 1957 e 1975 foi o 37.º Presidente do Conselho da Ordem do Grande Oriente Lusitano.
Assinou o Programa para a Democratização da República, em 1961, na sequência do que foi detido pela polícia política.
Fez parte do Directório Democrato-Social.
Na sequência da Revolução de 25 de Abril de 1974, foi reintegrado na Faculdade de Medicina da Universidade de Lisboa, como professor catedrático.
Dias Amado foi presidente do Conselho da Ordem do Grande Oriente Lusitano entre 1957 e 1974, e seu Grão Mestre entre 1974 e 1981.
Em 1981, a Câmara Municipal de Lisboa atribuiu a designação Rua Prof. Dias Amado a um arruamento no bairro de Telheiras Sul. A 14 de abril de 1982, foi agraciado, a título póstumo, com o grau de Grande-Oficial da Ordem da Liberdade.